# 143. vestlige længdekreds
Den 143. vestlige længdekreds (eller 143 grader vestlig længde) er en længdekreds, der ligger 143 grader vest for nulmeridianen. Den løber gennem Ishavet, Nordamerika, Stillehavet, det Sydlige Ishav og Antarktis.